# 日光交通
日光交通株式会社（にっこうこうつう）は、栃木県日光市に本社を置く東武グループの交通事業者で、日光市内にてタクシー、路線バス、貸切バス、ロープウェイなどを運営している。
東武グループにおけるバスおよびタクシー事業者として、朝日自動車による朝日自動車グループの統括下にある。

## 概要
日光エリアを中心にバス・タクシー・明智平ロープウェイを営業していた日光交通（日光営業所）が、鬼怒川エリアを中心にバスの営業をしていた東武ダイヤルバス（現・ダイヤル営業所）を2008年に合併、以降事業整理が行われ、日光エリアのバス事業をダイヤル営業所および同じ東武グループの東武バス日光へ順次移管、タクシー専門の営業所を整理することで、日光営業所はタクシー専門、ダイヤル営業所はバス専門といった整理分担が行われ、現在に至る。
- 商号 : 日光交通株式会社[1]
- 所在地 : 栃木県日光市相生町8番1号[1]

## 営業所
本社・日光営業所
- タクシー事業（一般タクシー、観光タクシー）

ダイヤル営業所
- バス事業（路線バス、ダイヤルバス、観光バス）
- 栃木県日光市鬼怒川温泉大原1390

明智平ロープウェイ
- 明智平ロープウェイ及び付随施設の運営
- 栃木県日光市細尾町深沢709-5

### 以前あった営業所
宇都宮営業所（栃木県宇都宮市上横田町819-3）
- 旧・陽南タクシー株式会社を日光交通が吸収合併した際、宇都宮営業所として設置したもの。陽南タクシーは、1993年10月に小山市の大晃タクシー（後に陽南タクシー小山営業所）を吸収合併しており、宇都宮交通圏と栃木県南交通圏、茨城県結城市を営業エリアとしタクシー事業を展開していた。2011年11月30日をもって閉鎖。

鬼怒川営業所（栃木県塩谷郡藤原町藤原19）
川治営業所（栃木県塩谷郡藤原町高原56-3）
今市営業所（栃木県今市市今市1118）
高徳営業所（栃木県塩谷郡藤原町高徳465）
清滝営業所（栃木県日光市清滝町500）
中宮祠営業所（栃木県日光市中宮祠2478-1）
湯西川営業所（栃木県塩谷郡栗山村湯西川666）

## 沿革
- 1955年（昭和30年）
  - 5月25日 - 日光交通株式会社設立[1]。
  - 6月 - 乗用事業開始[5]
- 1985年（昭和60年）
  - 3月 - 貸切事業開始[5]
  - 4月1日 - 明智平ロープウェイ施設を東武鉄道より譲受、営業開始[5]
  - 10月 - 足尾町より町営バスの運行受託[5]
- 1990年（平成2年）4月 - 藤原町よりスクールバス運行受託[5]
- 1993年（平成5年）
  - 4月 - 東武レジャーサービスを吸収合併し、明智平ロープウェイとドライブインを一体化[5]
  - 4月26日 - 奥日光地区低公害バス受託運行開始
- 1997年（平成9年）4月1日 - 日光観光ハイヤー（栃木県日光市相生12-1[4]）を吸収合併[5]
- 1999年（平成11年） - 日光の定期観光バス運行を東武鉄道より移管される[7]。
- 2008年（平成20年）3月6日 - 東武ダイヤルバスを吸収合併、ダイヤル営業所を設置[8]。
- 2011年（平成23年）11月30日 - 宇都宮営業所閉鎖[6]。
- 2013年（平成25年）3月31日 - 定期観光バスを東武バス日光に移管[9]（現廃止）。
- 2021年（令和3年）年度 - 低公害バスの受託運行終了（2022年4月より東武バス日光が運行[10]）。

## 事業内容

### 一般路線バス

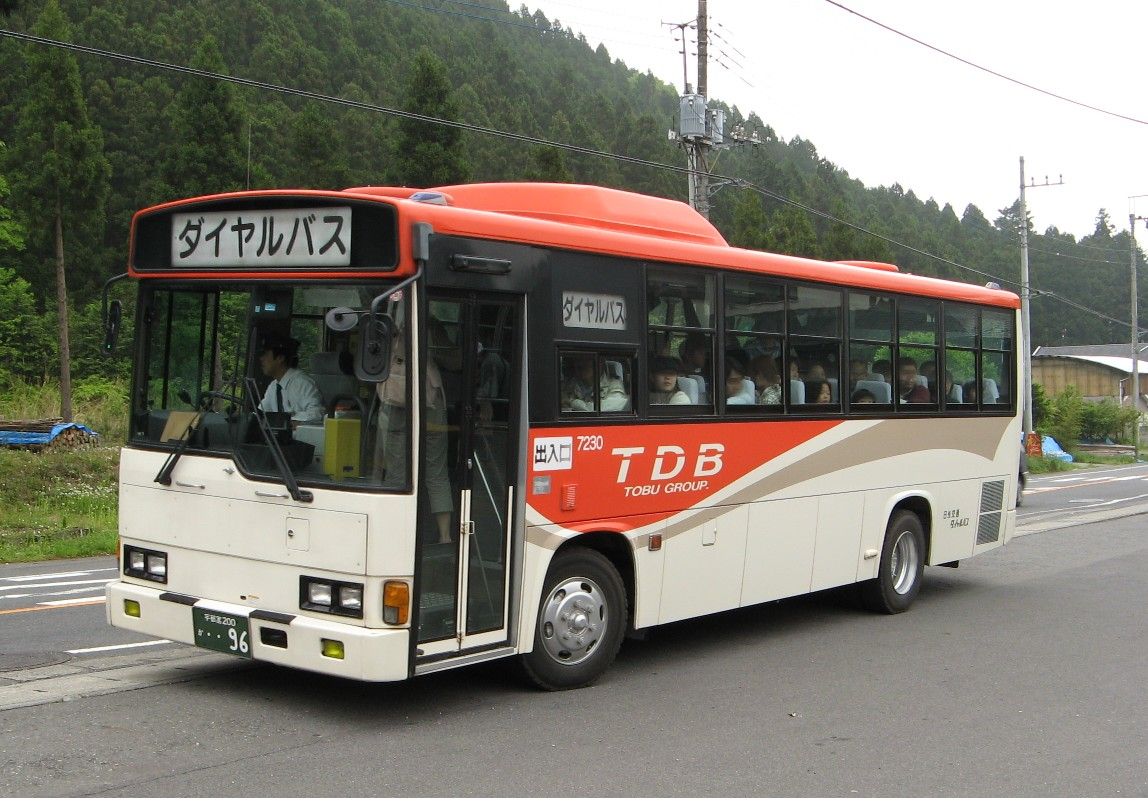
乗合車両
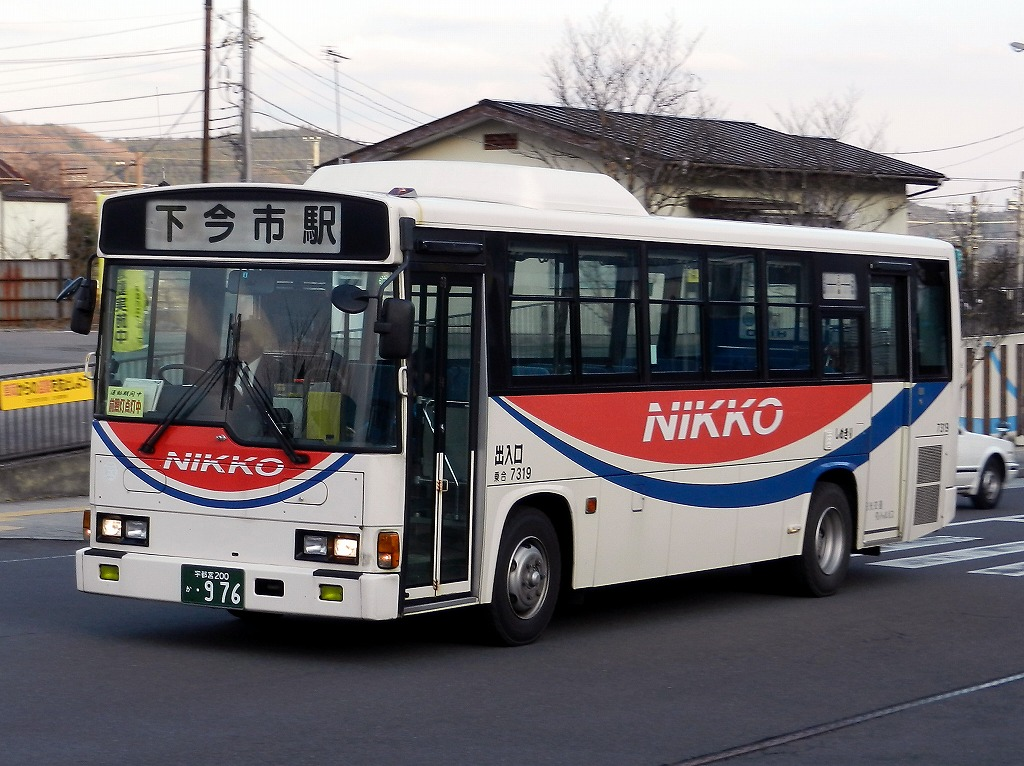
朝日自動車グループ共通塗装車
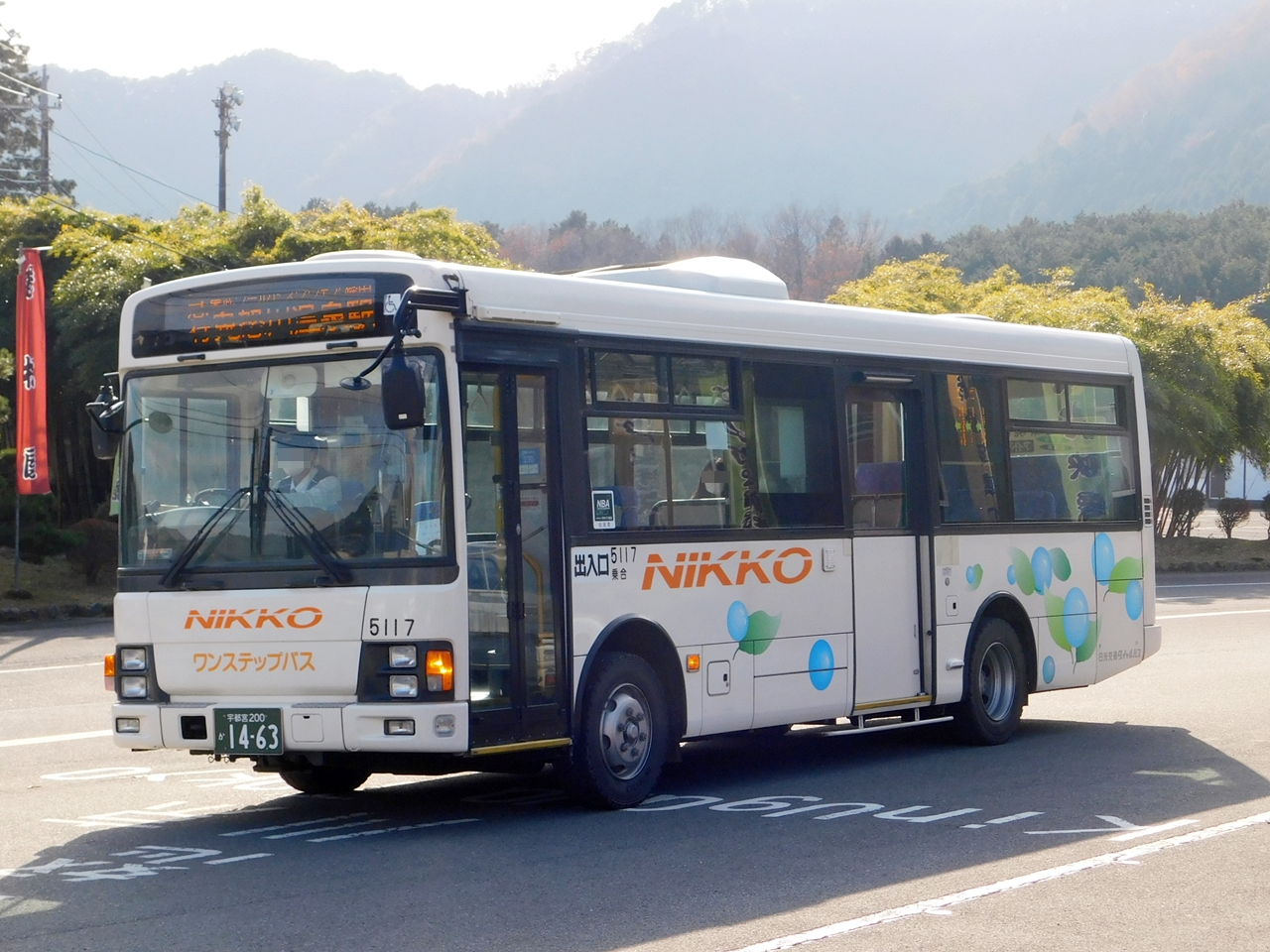
阪東自動車からの移籍車両。阪東自動車カラーをそのまま使い、社名ロゴのみ変更している

2008年に鬼怒川地区を営業拠点としていた東武ダイヤルバス株式会社（東武グループ）を日光交通が吸収合併、日光交通ダイヤル営業所とし、日光・下今市・鬼怒川温泉・湯西川温泉エリアにて路線バスを運行している。

#### 湯西川線
- 鬼怒川温泉駅 - 藤原総合支所前[12] - 鬼怒川公園駅 - 龍王峡入口 - 川治温泉 - 五十里ダムサイト - 湯西川温泉駅 - 湯西川温泉

#### 仲町線
- 鬼怒川温泉駅 - 仲町 - 鬼怒川公園駅

#### 日光江戸村線
- ［急行］鬼怒川温泉駅 - 東武ワールドスクウェア園内 - 新高徳駅 - 日光江戸村 - 東武ワールドスクウェア - 鬼怒川温泉駅

#### 鬼怒川線
鬼怒川温泉駅と、日光市の中心部である今市市街の間を主に国道121号旧道（会津西街道）を走行して結ぶ路線。沿線にある東武ワールドスクウェア園内には入構しない。
- 鬼怒川温泉駅 - 自由ヶ丘 - 新高徳駅 - 大桑支所前 - 大谷向 - JR今市駅 - 下今市駅
- 鬼怒川温泉駅 - 自由ヶ丘 - 新高徳駅 - 大桑支所前 - 大谷向 - JR今市駅 - 下今市駅 - イオン今市
- 鬼怒川温泉駅 - 自由ヶ丘 - 新高徳駅 - 大桑支所前 - 大谷向 - JR今市駅 - 下今市駅 - 獨協医大日光医療センター
  - 元は鬼怒川公園駅から下今市駅までを運行する路線であったが、鬼怒川公園駅〜鬼怒川温泉駅間は湯西川線と重複する区間であったことから当路線に限り、2019年10月1日付で鬼怒川公園駅 - 鬼怒川温泉駅間の運行を廃止[13]
  - 2020年（令和2年）10月1日 - 一部便を下今市駅からイオン今市まで延伸。[14]
  - 2023年（令和5年）1月4日 - 一部便を下今市駅から獨協医科大学日光医療センターまで延伸（平日・土曜2往復のみ）[15]。東武ワールドスクウェア園内への乗り入れ廃止。

### 鬼怒川温泉駅・ホテル間循環バス（ダイヤルバス）

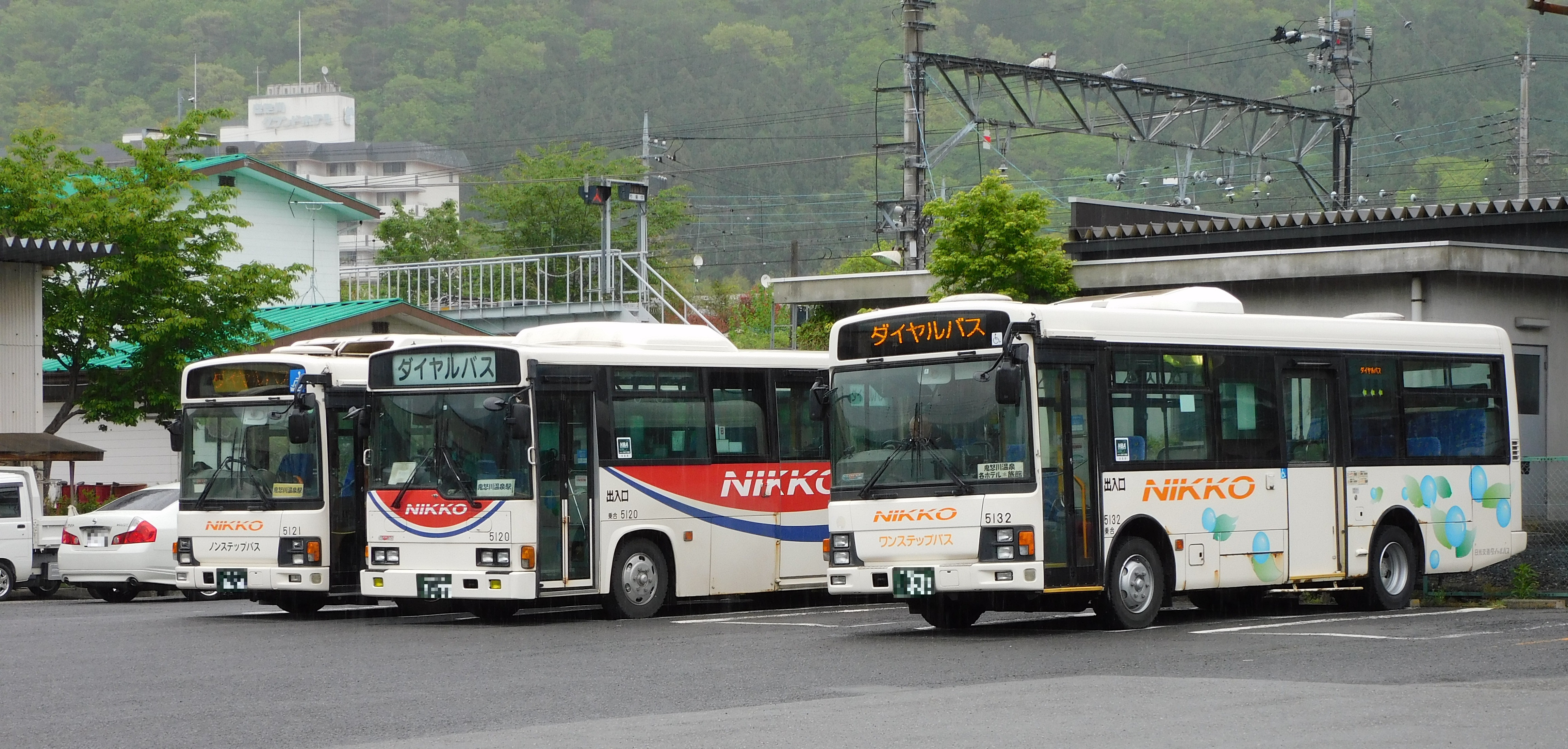
ダイヤルバス（乗合車両）
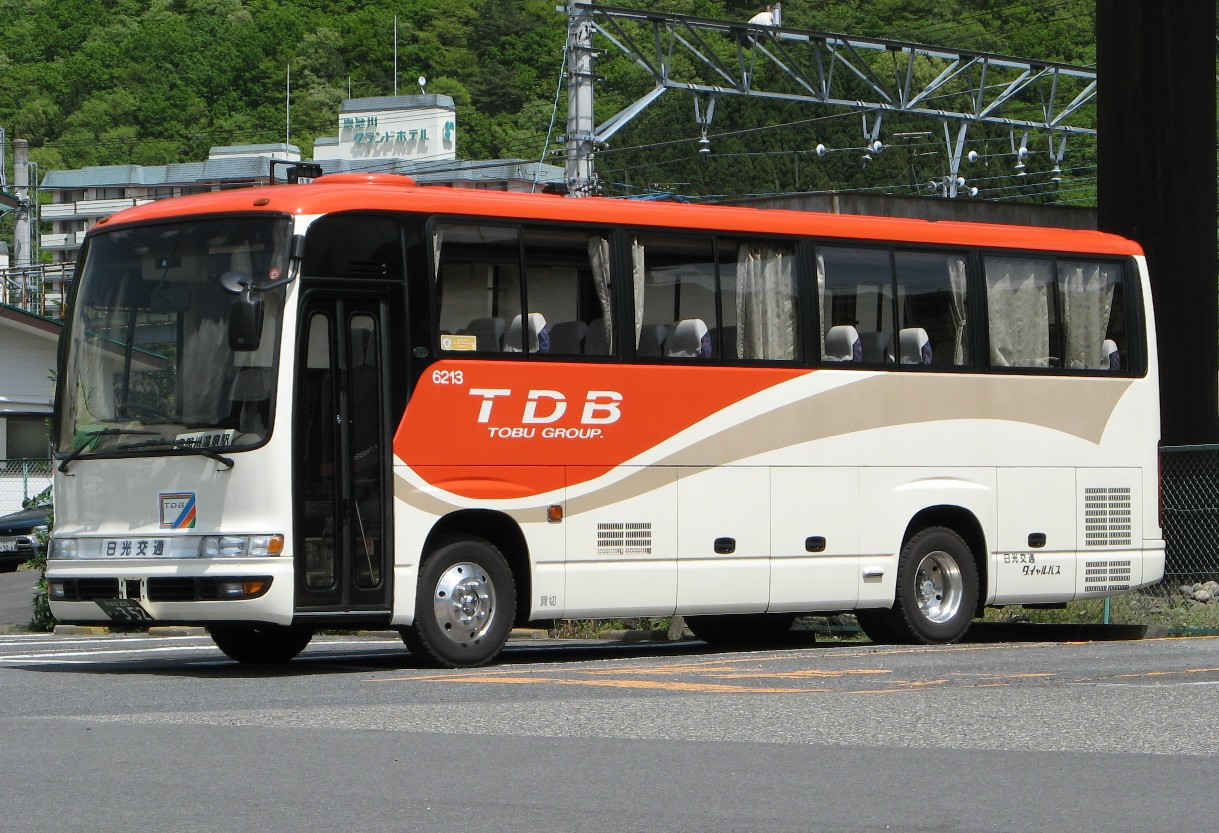
貸切車両。車体後部に「日光交通 ダイャルバス」の表記がある

元東武ダイヤルバスの事業のうち、鬼怒川地区のホテルと鬼怒川温泉駅間の共同送迎バス。統合後もブランドとして「ダイヤルバス」の名称を使っていたが、現在は公式サイトでは「鬼怒川温泉駅・ホテル間循環バス」という名称で案内している。ただし、車両の行先表示や各ホテルでは多くがダイヤルバスという表記を続けているほか、車体の社名表記も「日光交通 ダイャルバス」となっている。また、運賃改定に関する案内での路線名は「鬼怒川ダイヤル」となっている。鬼怒川温泉駅発は、12時00分着 - 19時01分着の列車到着を受けて鬼怒川温泉街のホテル・旅館を回る。各ホテル・旅館発鬼怒川温泉駅行は、8時 - 10時40分の間20分間隔で運行しており、事前に各ホテル・旅館のフロントへ申し出る必要がある。中型路線バス車両又は中型・小型貸切車が使用される。

### ホテル発テーマパーク行き直通バス
（運転士不足のため、当面の間、運休中）
鬼怒川温泉駅から各ホテル・旅館を回り、東武ワールドスクウェア及び日光江戸村へ向かう。事前に各ホテル・旅館のフロントへ申し出る必要がある。上記「ダイヤルバス」の派生であり、運賃改定に関する案内での路線名は「施設ダイヤル」となっている。

### 日光・鬼怒川直通バス（日光・鬼怒川エクスプレス）
鬼怒川温泉駅と東武日光駅及び西参道を結ぶ予約制の直行バス（企画：東武ステーションサービス）。
2019年時点では1日2往復設定されていたが、2020年4月から当面の間運休となっている
- 大型又は中型貸切車を使用し、西参道行は鬼怒川温泉駅から、鬼怒川温泉駅行は西参道と日光金谷ホテルと東武日光駅からのみ乗車できる。
  - 鬼怒川温泉駅→神橋→日光金谷ホテル→西参道
  - 西参道→日光金谷ホテル→東武日光駅→日光江戸村→東武ワールドスクウェア→鬼怒川温泉駅

### 受託運行路線バス
- 日光市営バス日光地域
乗合車両を使用
  - 下今市線：下今市駅 - 今市特別支援学校 - ゴルフ場前 - 東武日光駅 - JR日光駅

- 日光市営バス足尾地域
日光市所有の車両を使用
  - 足尾JR日光駅線：双愛病院 - 通洞駅前 - 足尾駅前 - 間藤駅前 - 赤倉 - 間藤駅前 - 神子内 - 清滝 - 東武日光駅 - JR日光駅
  - 遠上線：双愛病院 - 通洞駅前 - 足尾駅前 - 神子内 - 遠上回転所
  - 赤倉線：双愛病院 - 通洞駅前 - 足尾駅前 - 間藤駅前 - 赤倉 - 銅親水公園入口

### 観光バス
ダイヤル営業所で受け付けている。元々は、日光交通・旧東武ダイヤルバス双方が営業していたが、日光営業所では2023年現在受け付けていない（停止時期不明）。

### 明智平ロープウェイ（日光普通索道）
- 明智平 - 展望台（0.3km）

パノラマレストハウス（ドライブイン）などと共に東武鉄道が所有・運営していたが、ロープウェイは1985年（昭和60年）4月1日に譲渡された。パノラマレストハウスは東武レジャサービスが運営していたが、1993年に同社を吸収合併し以後一体運営とした。

### タクシー

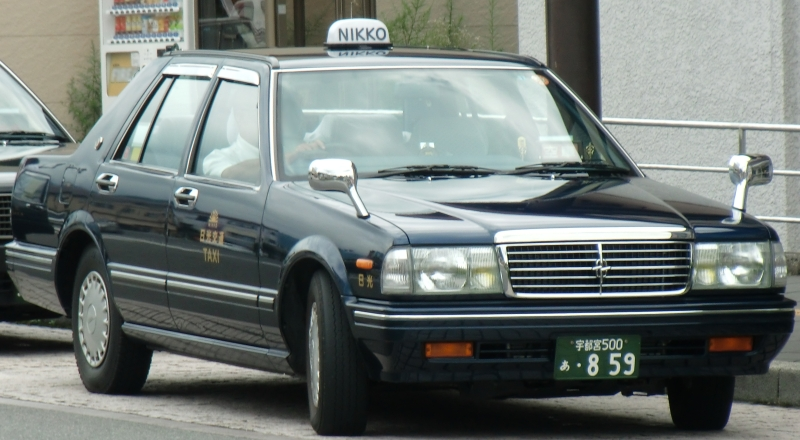
タクシー

5人乗りの日産・セドリックと9人乗りのトヨタ・ハイエースで運行されている。観光モデルコースも存在する。

## 運行終了
以下3路線は日光営業所が東武ダイヤルバス合併前から運行していた。

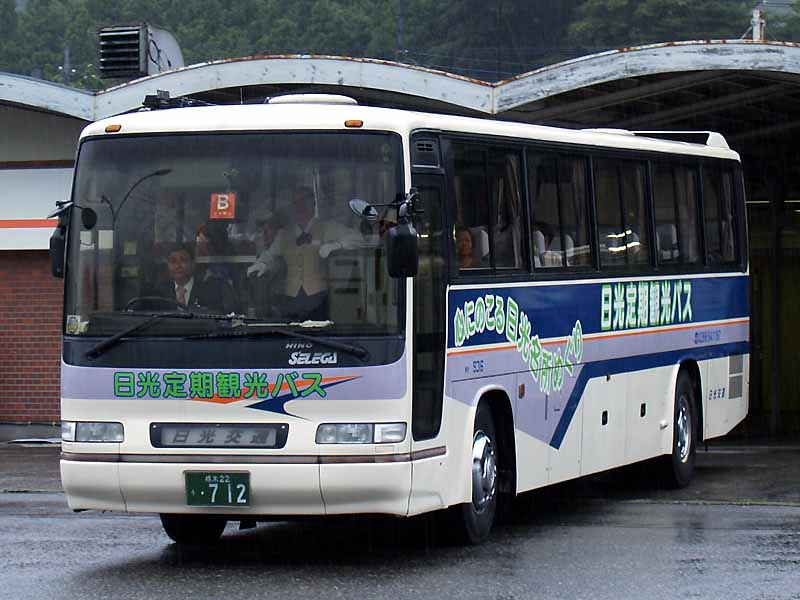
かつて運行していた定期観光バス
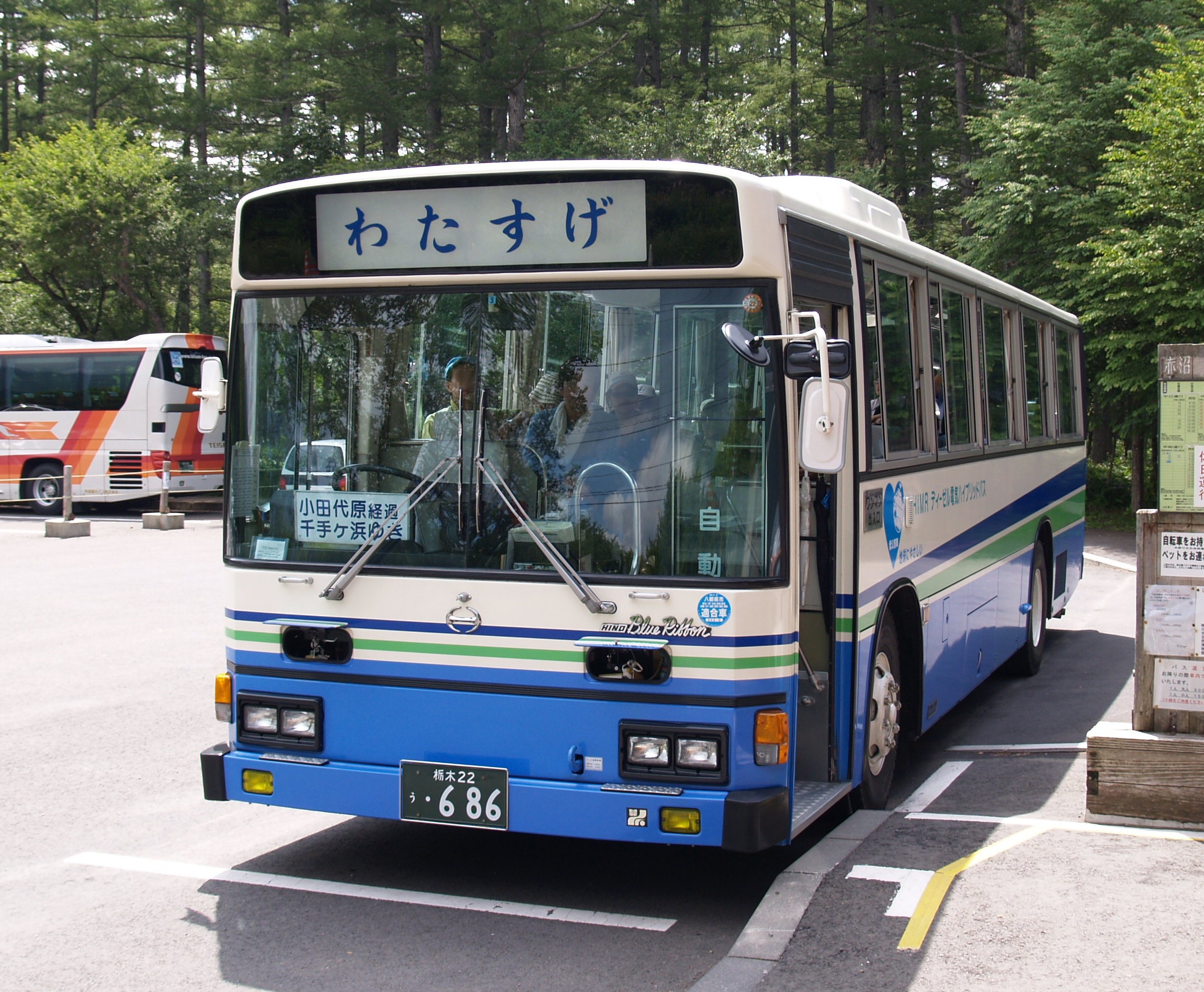
低公害バス「わたすげ」

- 日光地区の定期観光バス
1999年から2013年まで運行していたが、東武バス日光に移管されている[9]。
- 低公害バス（委託元：栃木県立日光自然博物館）
栃木県所有の車両を使用
奥日光・戦場ヶ原の赤沼車庫から中禅寺湖畔の千手ヶ浜までの一般車通行禁止区間を往復しており、2021年時点では専用カラーのハイブリッドバス2台とEVバス1台で運行[25]。
運行開始の1993年度から2021年度まで受託運行していた。2022年度からは東武バス日光に移管された。
- 日光・那須満喫ライナー（東野交通と共同運行） ※季節運行
  - 東武日光駅 - 鬼怒川温泉駅 - 道の駅湯西川 - 塩原温泉バスターミナル - アグリパル塩原 - 戸田 - 道の駅那須高原友愛の森 - 那須湯本温泉